# Alosoma
Un alosoma, cromosoma sexual, heterocromosoma, cromosoma heterotípico, idiocromosoma o gonosoma es un cromosoma que difiere del resto de cromosomas (autosomas) en su forma, tamaño y comportamiento. Los cromosomas sexuales de los seres humanos son los típicos alosomas de los mamíferos y son los que determinan el sexo.
En las especies en las que se determina el sexo por el sistema XX-XY, como es el caso de todos los mamíferos incluyendo al ser humano, la presencia de los alosomas XX determina el sexo femenino, mientras que el XY son para el sexo masculino.
Estos cromosomas contienen genes. Algunos solamente están en el cromosoma X y otros solamente en el cromosoma Y. otros pocos, están en ambos.
Por otro lado, en las especies cuyo sexo se determina por el sistema ZZ-ZW, como es el caso de las aves y las mariposas, la presencia de los alosomas ZZ determina el sexo masculino, mientras que si se presentan los alosomas ZW el individuo será hembra.